# Boeing P-8 Poseidon
Boeing P-8 Poseidon – amerykański morski samolot patrolowy bazowania lądowego, przeznaczony do wykrywania i zwalczania okrętów podwodnych (Anti-Submarine Warfare) i nawodnych oraz do celów ratowniczych, produkowany przez przedsiębiorstwo Boeing. Konstrukcja ma zastąpić używane do dziś w United States Navy samoloty Lockheed P-3 Orion. Samolot jest zmilitaryzowaną wersją maszyny pasażerskiej Boeing 737. Obok Stanów Zjednoczonych jej użytkownikiem są Indie, Australia, Wielka Brytania i Norwegia, a w przyszłości w posiadanie tego samolotu mają wejść Nowa Zelandia, Niemcy i Korea Południowa.

## Opis techniczny
Zgodnie z danymi opublikowanymi w 2008, a więc jeszcze przed oblotem, samolot ma 39,47 m długości, 12,8 m wysokości i rozpiętość skrzydeł 35,72 m. Masa własna 62 730 kg, a maksymalna masa startowa 85 370 kg. Boeing P-8 Poseidon wyposażony był w dwa silniki turbowentylatorowe CFM International CFM56-7B o ciągu 120 kN każdy, i osiągał prędkość maksymalną 907 km/h, a prędkość patrolową 815 km/h. Zasięg samolotu 7040 km, pułap praktyczny 12 500 m. Późniejsze publikacje określają rozpiętość skrzydeł na 37,64 m, a maksymalną masę startową na 85 820 lub 85 900 kg.
Dane opublikowane przez producenta:
- długość: 39,47 m,
- wysokość: 12,83 m,
- rozpiętość skrzydeł: 37,64 m,
- maksymalna pojemność zbiornika paliwa: 34 096 kg,
- maksymalna masa bez paliwa: 62 731,82 kg,
- maksymalna masa kołowania: 83 778,5 kg,
- maksymalna wysokość przelotowa: 12 496,8 m,
- maksymalna prędkość przelotowa: 490 KTAS (prędkość rzeczywista),
- maksymalny zasięg prędkości przelotowej: 440 KTAS (prędkość rzeczywista),
- napęd: dwa silniki CFM56-7B zapewniające ciąg 120 102 N każdy.

## Historia

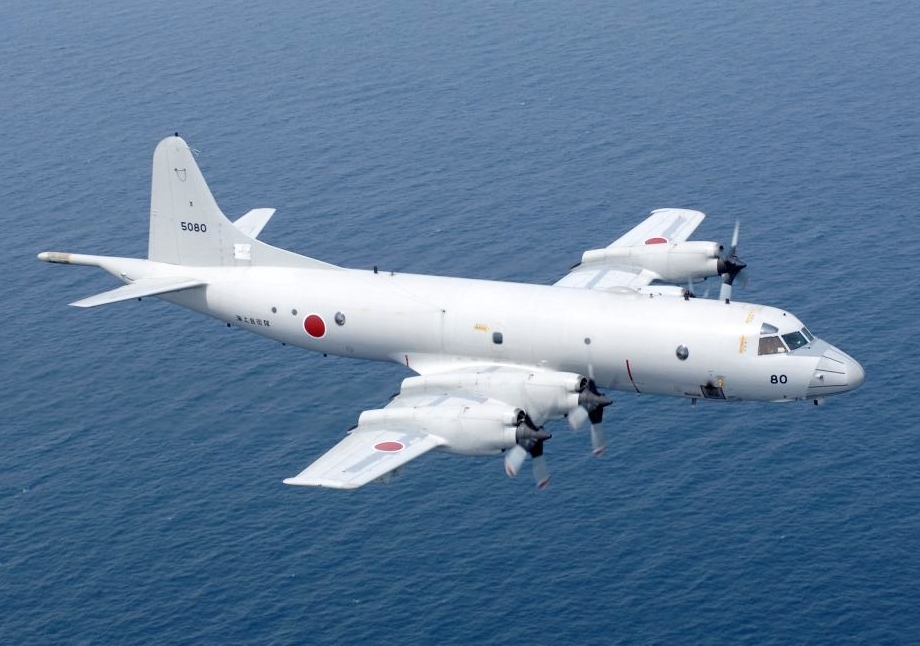
Lockheed P-3C Orion

### Geneza
Przez kilka dziesięcioleci podstawowym morskim samolotem rozpoznawczym bazowania lądowego United States Navy był P-3 Orion, który pierwszy lot odbył w 1958 roku. Osiągi uzyskiwane przez samoloty uległy pogorszeniu wraz z upływem kolejnych lat eksploatacji, m.in. ze względu na zwiększenie masy startowej wskutek wymiany wyposażenia i uzbrojenia Orionów. Aby zaradzić problemom, w sierpniu 1986 roku ruszył program głębokiej modernizacji samolotów oznaczonych jako P-3G. Rok później marynarka amerykańska wysłała zapytanie ofertowe do producentów lotniczych chętnych do udziału w budowie nowego samolotu mającego zastąpić wysłużone Oriony. Pomimo udziału wytwórni Boeing i McDonnell Douglas, samolotem wybranym przez US Navy został produkt Lockheeda, będący daleko posuniętą modernizacją Oriona. 5 stycznia 1989 roku marynarka podpisała kontrakt na budowę samolotu oznaczonego jako P-7A LRAAC (Long-Range Air ASW-Capable Aircraft/Samolot do Zwalczania Okrętów Podwodnych Dalekiego Zasięgu). 
Produkt Lockheeda był głęboką modernizacją Oriona z powiększonym kadłubem i nowymi, mocniejszymi silnikami. Dzięki takiemu rozwiązaniu wygrała oferta najtańsza. Marynarka planowała nabyć 125 nowych maszyn. Jednak w listopadzie 1989 roku okazało się, że koszty wybudowania prototypu znacząco wzrosły. Pojawiające się problemy techniczne, wynikające z tego powodu opóźnienia i rosnące koszty doprowadziły do anulowania zamówienia ze strony marynarki 20 lipca 1990 roku. Kasacja całego programu wpłynęła również na sytuację w Wielkiej Brytanii, w której nowy P-7 miał zastąpić wysłużone Nimrody. Zakończenie prac przy P-7 zaowocowało dalszą, kolejną już modernizacją Oriona. Jasne było jednak, że jest to rozwiązanie tymczasowe i w dalszej perspektywie konieczne jest powstanie całkiem nowej konstrukcji. Zakończenie zimnej wojny spowodowało obniżenie aktywności radzieckiej marynarki na morzach i oceanach, dlatego potrzeba znalezienia następcy P-3 nie była nagląca.

### Projekt

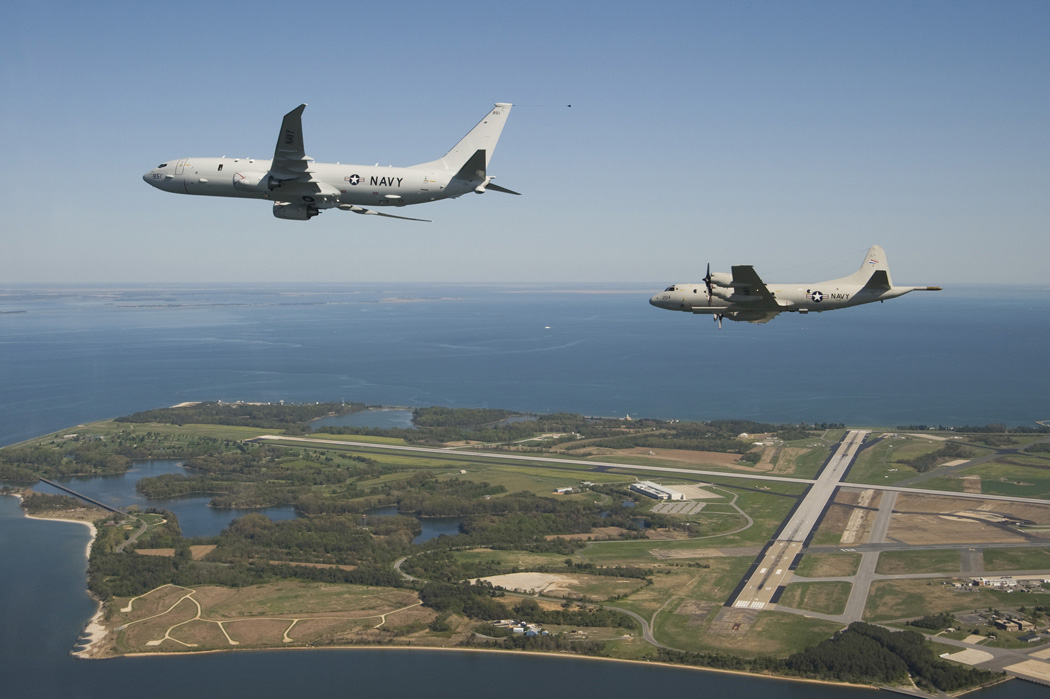
P-8 wraz z Orionem w locie

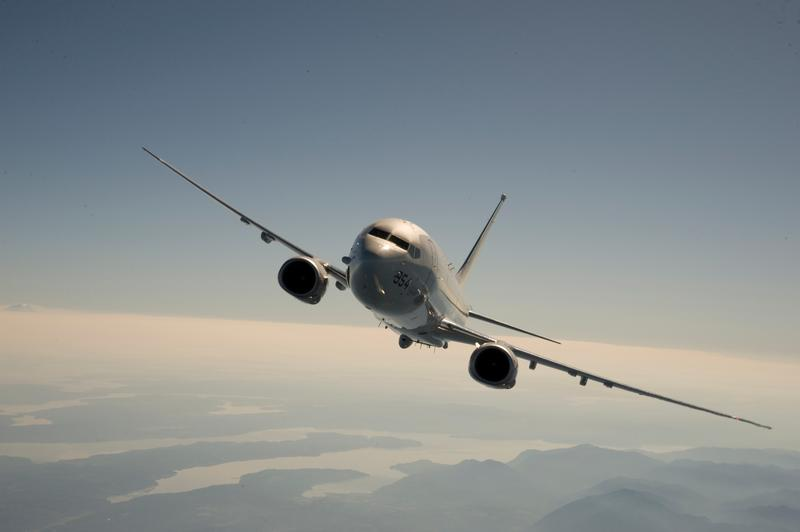
Boeing P-8 Poseidon w locie nad Pacyfikiem

22 marca 2000 roku rozpoczął się program Multimission Maritime Aircraft, mający na celu powstanie samolotu, który wypełniałby zadania patrolowe, rozpoznawcze, zwalczania okrętów nawodnych i podwodnych, prowadził rozpoznanie elektroniczne, wykrywał i oznaczał cele morskie. Do konkursu na nową maszynę stanął tradycyjnie już Lockheed Martin z kolejną zmodernizowaną wersją Oriona (program SLEP – Service Life Extended Program), Boeing ze zmilitaryzowaną wersją pasażerskiego samolotu Boeing 737-700, EADS z Airbusem A320MPA, BAE Systems z Nimrodem MRA.4 i Raytheon oferujący maszynę oznaczoną jako Procyon, a będącą głęboko zmodernizowanym Orionem. Alternatywą dla samolotów załogowych były bezzałogowe aparaty latające współdziałające z pilotowanymi samolotami, pieniądze na opracowanie projektu wykorzystania tego typu maszyn w planowanych misjach dostał Northrop Grumman. 10 września 2002 roku wyłoniono dwie konstrukcje, które miały przejść do dalszego etapu rywalizacji, były to maszyny Boeinga i Lockheeda (maszyna Lockheeda znana jest jako Orion 21). W lutym 2003 roku obydwie wytwórnie otrzymały pieniądze na opracowanie koncepcji i projektów dwóch wersji nowego samolotu, jednej w wersji uderzeniowej a drugiej w wersji patrolowo-rozpoznawczej.
14 czerwca 2004 roku zwycięzcą został Boeing. To, co nie udało się firmie w 1987 roku z Boeingiem 757, udało się Boeingiem 737. W celu realizacji projektu, w listopadzie 2003 roku Boeing powołał konsorcjum Boeing MMA Industry Team odpowiedzialne za budowę samolotu. W jego skład weszły firmy CFM International odpowiedzialny za jednostki napędowe, Northrop Grumman, odpowiedzialny za systemy obronne samolotu, Raytheon – producent radaru maszyny, GE Aviation wytwórca systemów kontroli lotu i Spirit AeroSystems odpowiedzialny za budowę kadłuba samolotu. 
1 kwietnia 2008 roku rozpoczęto ostateczny montaż pierwszego prototypu, a 30 lipca 2009 roku odbył się jego roll-out. Wybudowano łącznie pięć prototypów biorących udział w lotach oraz próbach naziemnych (T1, T2 i T3 przeznaczone do badań w locie oraz S1 i S2 przeznaczonych do badań na ziemi). Pierwszy z nich, oznaczony jako T1, do swojego dziewiczego lotu wzbił się 25 kwietnia 2009 roku. Samolot wystartował z lotniska Renton w stanie Waszyngton, aby po trzech godzinach lotu wylądować na lotnisku Boeing Fields w Seattle. Ostatni z latających prototypów dołączył do pozostałych dwóch samolotów 29 lipca 2010 roku. Testy samolotów odbywały się na lotniskach i zakładach Boeinga oraz w ośrodku doświadczalnym Sił Morskich Stanów Zjednoczonych w Naval Air Station Patuxent River. 9 marca 2011 roku rozpoczął się montaż pierwszego egzemplarza seryjnego z serii liczącej sześć samolotów. Oblot gotowej maszyny odbył się 7 lipca 2011 roku. 4 marca 2012 roku ukończony i gotowy pierwszy seryjny egzemplarz został przekazany US Navy i trafił do Naval Air Station Jacksonville na Florydzie do jednostki Air Test and Evaluation Squadrons. Jeszcze przed oficjalnym przekazaniem maszyny marynarce, 4 lutego 2012 roku samolot wziął udział w pierwszej misji operacyjnej uczestnicząc w ćwiczeniach Bold Alligator. Ćwiczenia odbywały się u wybrzeży Florydy, Karoliny Północnej i Wirginii. Ich celem było przeprowadzenie operacji desantowych przez United States Marine Corps i US Navy. P-8 biorący udział w ćwiczeniach wykonał 20 misji działając na korzyść grupy uderzeniowej lotniskowca USS Enterprise (CVN-65) (Enterprise Carrier Strike Group). 
W 2013 roku maszyna ma osiągnąć gotowość operacyjną. 13 października 2011 roku z pokładu lecącego na wysokości 150 metrów trzeciego prototypu P-8 dokonano zrzutu lekkiej torpedy Mk 54 kalibru 324 mm. Była to pierwsza tego typu próba. Test został przeprowadzony w rejonie bazy lotniczej Naval Air Station Patuxent River. Ten sam egzemplarz Poseidona, jako pierwszy przeprowadził również odpalenie pocisku AGM-84D Harpoon Block IC. 24 czerwca 2013 roku, wystrzelony z pokładu samolotu pocisk, trafił w pływającą tarczę zakotwiczoną na poligonie morskim Pacific Missile Test Center w rejonie Point Mugu w Kalifornii. Podwieszony na jednym z dwóch pylonów lewego skrzydła Harpoon, po odpaleniu trafił dokładnie w cel. 31 lipca Boeing podpisał umowę z Departamentem Obrony o dostarczeniu kolejnych trzynastu egzemplarzy IV partii wstępnej oraz rozpoczęciu przygotowań do produkcji wielkoseryjnej następnych szesnastu samolotów.

## Konstrukcja
W ostatecznej wersji Boeing użył zmodyfikowanej wersji pasażerskiego Boeinga 737-800ERX ze skrzydłami z wersji 737-900. Za skrzydłami w kadłubie znajduje się komora uzbrojenia z pięcioma węzłami do podwieszania min morskich, torped. Planowane jest zastosowanie torped Torpeda Mark 54 MAKO lub bomb głębinowych. Torpedy Mark 54 MAKO mogą być również wyposażone w system określany kryptonimem Fish Hawk. Jest to inercyjny system nawigacyjny oparty na Global Positioning System, umożliwiający kierowanie lotem torpedy po zrzucie z samolotu. Dzięki takiemu rozwiązaniu możliwe będzie zrzucanie torped z dużej wysokości, a tym samym nienarażanie samolotu na środki przeciwlotnicze, w jakie wyposażone mogą być okręty podwodne. Dodatkowe węzły uzbrojenia znajdują się pod skrzydłami (po dwa na każde skrzydło) i dwa kolejne pod kadłubem. Na zewnętrznych węzłach P-8 może przenosić pociski rakietowe powietrze-woda. 21 kwietnia 2021 roku, US Naval Air Systems Command podpisał z Boeingiem kontrakt, na mocy którego firma ma dokonać integracji samolotu z pociskiem AGM-158C LRASM. Dzięki wejściu na uzbrojenie samolotu pocisków AGM-158C, poszerzone zostaną jego możliwości zwalczania nieprzyjacielskich jednostek nawodnych.

## Wyposażenie

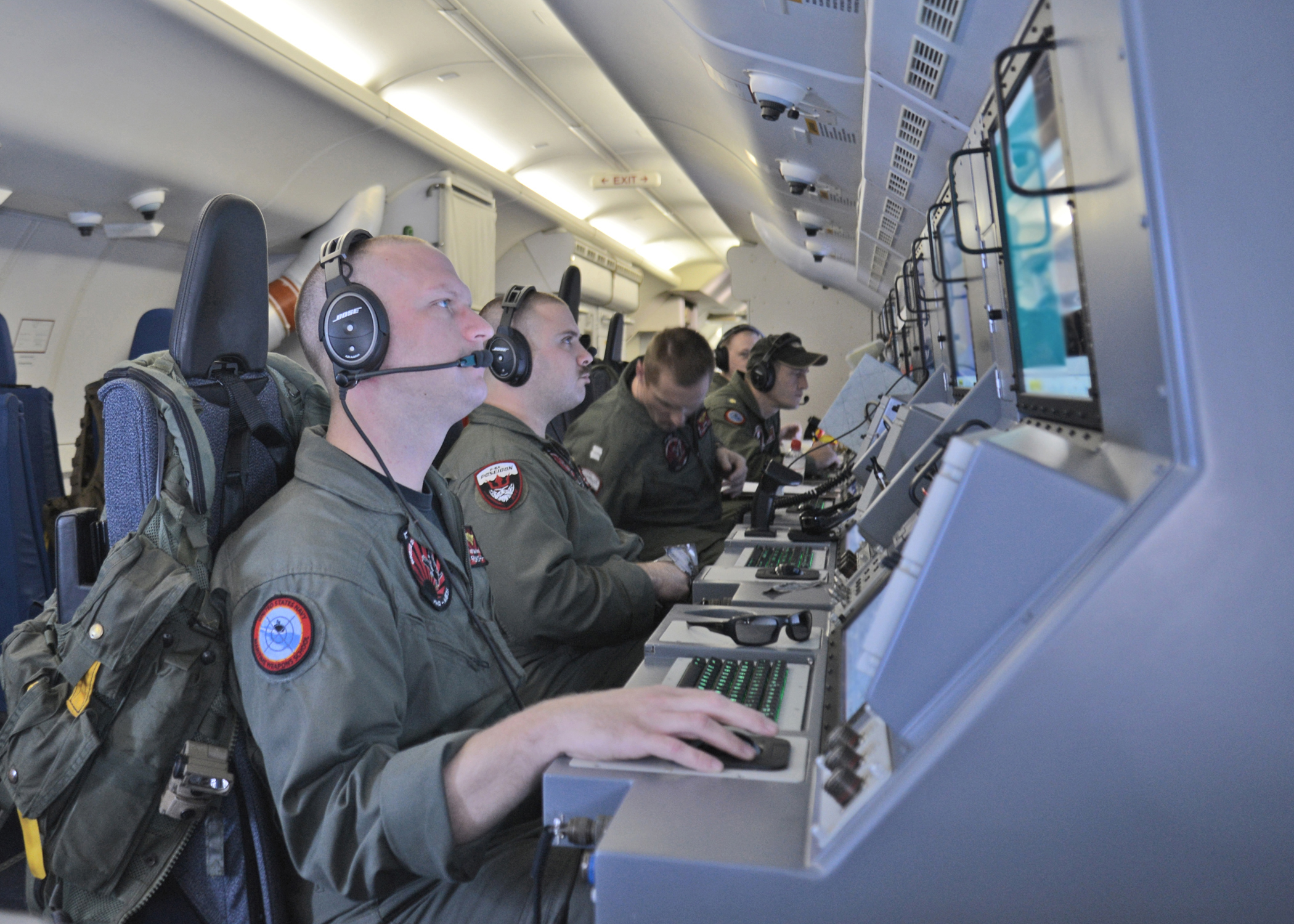
Na pokładzie Boeinga P-8 Poseidon podczas akcji poszukiwawczej samolotu Malaysia Airlines 370

Głównym narzędziem pracy samolotu jest radar AN/APY-10 (AN/APS-137D (V)5). Jest to zmodernizowana wersja radaru używanego na samolotach P-3 Orion oraz Lockheed S-3 Viking. Stacja może pracować w dwóch trybach. Pierwszy z nich oznaczony jako SAR (Synthetic aperture radar) i ISAR (Inverse synthetic aperture radar). Radar może wykrywać i śledzić jednostki nawodne o skutecznej powierzchni odbicia (SPO) wynoszącej 1 m² z odległości do 29 mil morskich. Obiekty o SPO wynoszącej 10 000 m² wykrywa z odległości 200 mil morskich. Ma możliwość jednoczesnego śledzenia do 256 celów, wykrywania i śledzenia peryskopów okrętów podwodnych w odległości do 32 mil morskich (w trybie ISAR). Klasyfikacji celów, mapowania terenu, rozpoznawania i sporządzania obrazów obiektów brzegowych (tryb SAR i ISAR). Pełni również rolę radaru nawigacyjnego i pogodowego. Cechą charakterystyczną radaru jest jego bardzo niewielki pobór mocy, przy ciężarze 408 kg zaledwie 4 kW. Na swoim wyposażeniu Poseidon ma również dwie automatyczne, obrotowe wyrzutnie boi sonarowych wyrzucanych do morza. Dzięki umieszczeniu ich w hermetycznych przedziałach możliwe jest wyrzucanie boi z dużej wysokości. 
Pierwotnie P-8 miał dysponować detektorem anomalii magnetycznych (MAD) firmy CAE Advanced, służącym wykrywaniu okrętów podwodnych, jednak w połowie 2008 roku marynarka zdecydowała o usunięciu go z pokładu, co pozwoliło zmniejszyć masę maszyny o 1600 kg (ale znalazł się on na wyposażeniu Poseidonów przeznaczonych dla Indii), system kierunkowych zakłóceń w podczerwieni (Terma AN/ALQ-213), systemy łączności satelitarnej i holowanych pułapek przeciwko rakietom powietrze-powietrze. Umieszczone w stabilizowanej żyroskopowo głowicy czujniki elektrooptyczne MX-20HD. W skład głowicy wchodzi laserowy dalmierz/znacznik celów, kamera TV o dużej czułości wykorzystującą technologię CCD, kamera pracująca w podczerwieni. 31 lipca 2009 roku Raytheon poinformował oficjalnie o rozpoczęciu prac nad wyposażeniem Poseidona w system radiolokacyjny do obserwacji ziemi Advanced Airborne Sensor (AAS). Otwarta architektura wyposażenia samolotu umożliwia swobodną konfigurację systemów dopasowaną do wymagań potencjalnych nabywców samolotu oraz jego dalsze modyfikacje. W ramach programu Broad Area Maritime Surveillance Poseidon ma być przystosowany do współpracy z bezzałogowymi aparatami latającymi Northrop Grumman MQ-4C Triton (morską wersją MQ-4 Global Hawk). Ich zadaniem ma być patrolowanie wybranych obszarów, a w przypadku wykrycia zagrożenia, kierowanie w to miejsce załogowych P-8. Pierwszy z Tritonów oblatano 22 maja 2013 roku. W czasie 24-godzinnego lotu, na maksymalnej wysokości 18 km, aparat może nadzorować obszar około 7 mln km². Wstępne plany zakładały, iż w 2016 roku MQ-4C osiągną gotowość operacyjną. Później wymieniano rok 2018 jako moment osiągnięcia wstępnej gotowości operacyjnej.

## Użytkownicy
7 lipca 2022 roku, producent poinformował, iż przekazał odbiorcom 150 samolotów. Sto pięćdziesiąty samolot trafił do dywizjonu doświadczalnego amerykańskiej marynarki Air Test and Evaluation Squadron One (VX-1). W ramach jubileuszowych 150 maszyn, znalazło się 112 samolotów US Navy, tuzin Australii i drugi tuzin Indii, dziewięć Wielkiej Brytanii i pięć Norwegii. Podana przez Boeinga liczba nie obejmuje sześciu maszyn testowych dostarczonych US Navy w początkowej fazie programu a służących do badań nowych technologii i rozwiązań technicznych. Do momentu opublikowania informacji o 150 samolotach, światowa flota Poseidonów spędziła w powietrzu ponad 450 tys. godzin. Żaden z samolotów nie uległ poważnemu wypadkowi.

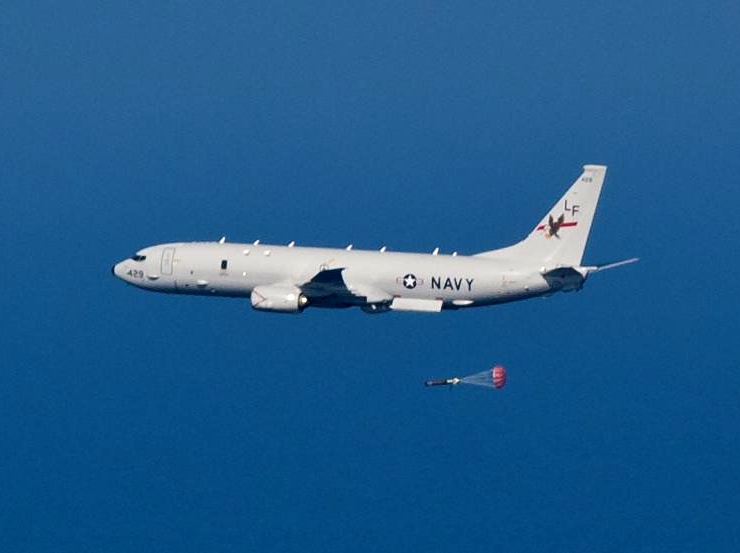
P-8A z Dywizjonu VP-16 zrzuca torpedę

### Stany Zjednoczone
Podstawowym użytkownikiem będzie US Navy, która zamówiła 117 Poseidonów pod oznaczeniem P-8A, mających zastąpić 196 używanych do dziś Orionów. Pierwsze sześć egzemplarzy partii wstępnej US Navy zamówiła w styczniu 2011 roku. Sfinalizowano również negocjacje dotyczące zakupu kolejnych dwóch transzy zamówienia liczących 7 i 11 maszyn. Boeing promuje również P-8 jako potencjalnego następcę samolotów Northrop Grumman E-8 Joint STARS oznaczonego jako P-8AGS. 
Opiera się przy tym na wyliczeniach wskazujących, iż wykorzystanie płatowca P-8 z nowym systemem AAS będzie zdecydowanie tańsze niż koszty, jakie poniesie Departament Obrony Stanów Zjednoczonych modernizując 17 wykorzystywanych do tej pory maszyn E-8. Do lipca 2013 roku marynarka Stanów Zjednoczonych otrzymała 15 samolotów, z czego sześć maszyn trafiło do dywizjonu VX-20, stacjonującego w Naval Air Station Patuxent River a odpowiedzialnego za przeprowadzanie testów i badań maszyny. Pierwszy z nich, egzemplarz przedseryjny T1 przybył do VX-20 w kwietniu 2010 roku. Pozostałe 9 Poseidonów trafiło do dywizjonów operacyjnych. VP-30 z Naval Air Station Jacksonville na Florydzie, który jako pierwszy rozpoczął proces przezbrajania na P-8 w marcu 2012 roku. Dywizjon stał się centrum przeszkolenia personelu latającego na Poseidonach. Dywizjony VP-16 i VP-5 rozpoczęły proces wprowadzania na uzbrojenie Boeingów na przełomie roku 2012 i 2013. 
29 listopada 2013 roku oficjalnie poinformowano o osiągnięciu gotowości operacyjnej przez Poseidony. W tym samym czasie maszyny rozpoczęły swoją pierwszą misję zagraniczną, dwa samoloty należące do dywizjonu VP-16 przebazowane zostały do Japonii gdzie będą realizowały powierzone im zadania. Wydaje się być prawdopodobne, iż będą monitorowały chińską marynarkę i jej operacje. 25 lutego 2014 roku, Departament Obrony i producent podpisali umowę na rozpoczęcie produkcji wielkoseryjnej Poseidonów. 25. P-8A dostarczono w czerwcu 2015. 50. Poseidona przekazano w styczniu 2017. Rok fiskalny 2020 ma być ostatnim rokiem ponoszenia wydatków na zakup samolotów. Z pieniędzy przeznaczonych na operacje, ma być zakupionych ostatnie sześć egzemplarzy.

### Australia

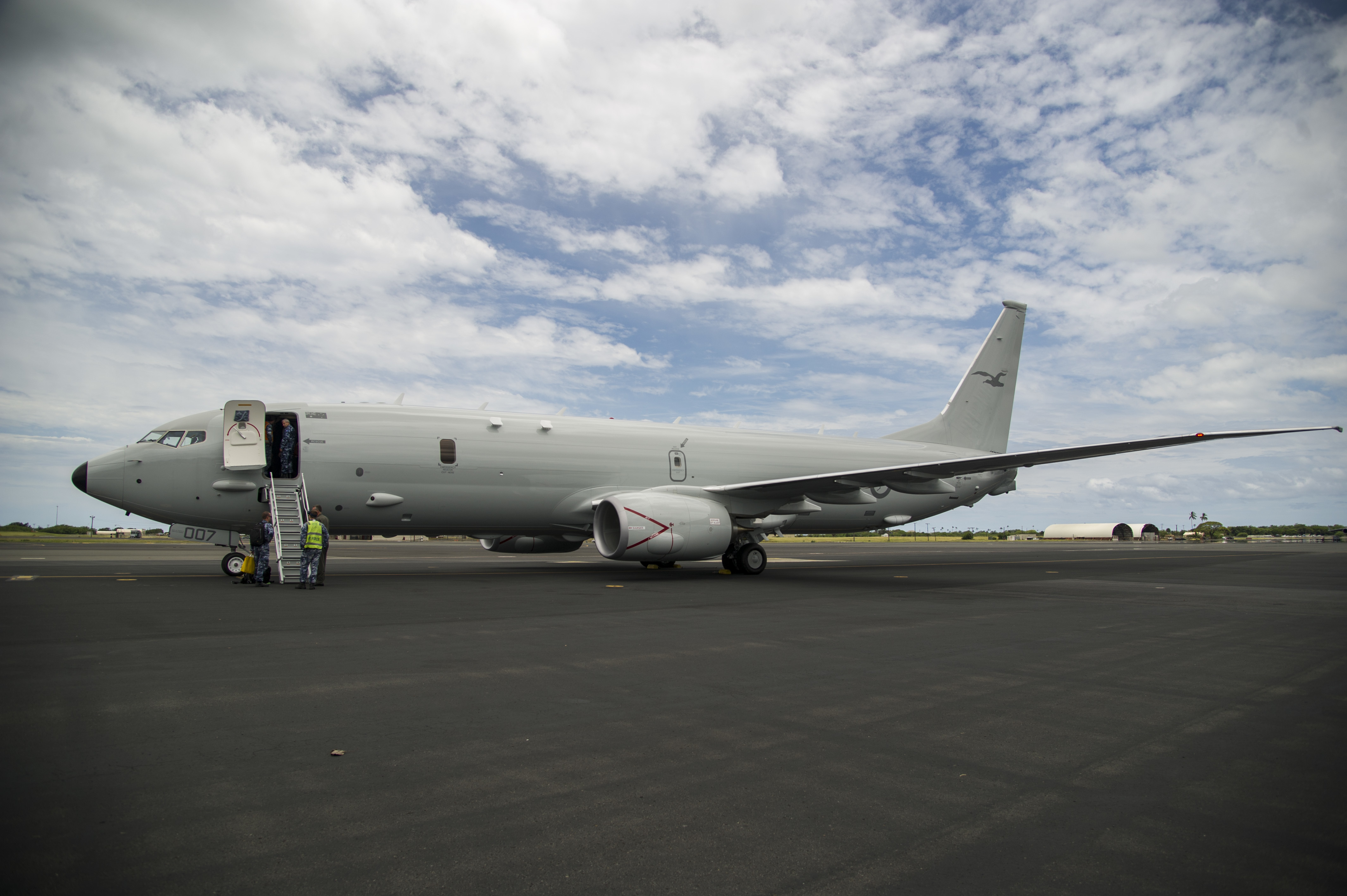
Australijski P-8

Zainteresowanie nowym samolotem wyraziła Australia, dla której byłaby to już druga wojskowa wersja Boeinga w użyciu (pierwszą jest Boeing Wedgetail). 5 maja 2009 roku Australia podpisała porozumienie z Boeingiem w sprawie udziału w pracach nad rozwojem konstrukcji; jej wkład w prace nad samolotem ma wynieść około 10% wszystkich kosztów. Porozumienie zaowocowało podpisaniem umowy pomiędzy Boeingiem a dwoma australijskimi przedsiębiorstwami – Lovitt Technologies Australia i Ferra Engineering – o czym Boeing poinformował w lipcu 2012 roku. Obydwie firmy współpracują przy produkcji elementów płatowca samolotu i zainstalowanych na Poseidonie systemów. Australijskie Poseidony mają współpracować z aparatami bezzałogowymi.
16 czerwca 2007 roku, australijski rząd zatwierdził zakup ośmiu maszyn P-8 z opcją na kolejne cztery samoloty. Dodatkowo, jak poinformowała miejscowa prasa, rozpocząć miała się procedura zakupu bezzałogowych aparatów MQ-4C Triton, które wraz z Poseidonami mają zastąpić samoloty patrolowe AP-3C Orion. Pierwsze dostawy oczekiwane były w 2017 roku, a osiągnięcie gotowości operacyjnej w 2021 roku. Ostatecznie dopiero 26 czerwca 2018 roku, australijski rząd poinformował o zakupie sześciu maszyn MQ-4C. Wraz z Poseidonami staną się podstawą przewagi informacyjnej Sił Morskich Australii z jednej strony, a z drugiej zapewnią wsparcie w operacjach poszukiwawczo-ratowniczych prowadzonych na ogromnych obszarach morskich otaczających Australię. Zakup i eksploatacja będzie częścią wspólnego programu, realizowanego wraz z Marynarką Stanów Zjednoczonych. Dodatkowo, Australia ze swojej strony przeznaczy fundusze na eksploatacje, produkcję i rozwój aparatów. Budowę potrzebnej infrastruktury w bazach RAAF Base Edinburgh i RAAF Base Tindal, naziemne systemy kontroli, szkolenie i wsparcie logistyczne. Z drugiej strony producent samolotów, firma Northrop Grumman, poczyni własne inwestycje w gospodarkę Australii. Macierzystą bazą australijskich MQ-4C ma być RAAF Base Edinburgh. Ich wejście do służby planowane było w połowie 2023 roku, a uzyskanie gotowości operacyjnej w 2025 roku. 
Jeszcze przed formalnym zakontraktowaniem samolotów, 14 sierpnia 2014 roku, amerykański Departament Obrony podpisał z wytwórcą kontrakt na produkcję partii kolejnych dwunastu maszyn dla US Navy oraz pierwszych czterech samolotów przeznaczonych dla Australii. Pozwoli to przyśpieszyć termin dostaw Poseidonów. Formalnie pierwszy kontrakt, obejmujący zakup czterech pierwszych maszyn podpisano 27 sierpnia 2015 roku. Kolejne cztery samoloty zakontraktowano formalnie 28 stycznia 2016 roku a umowa na ostatnią czwórkę podpisania została 30 marca 2017 roku.
Oblotu pierwszego Poseidona dla RAAF-u dokonano 6 maja 2016 roku z Renton Municipal Airport. 27 września tego samego roku, samolot został formalnie przekazany Royal Australian Air Force. 15 listopada 2016 roku maszynę dostarczono do Australii. Australijskie Poseidony zastąpiły osiemnaście używanych samolotów AP-3C Orion, których wycofanie Australia planowała wstępnie w 2018 roku aby następnie przesunąć datę wycofania Orionów na 2019 rok. 
Finalnie, ostatnie dwa znajdujące się w linii Oriony wycofano 5 grudnia 2023 roku. Pierwotnie, wstępną gotowość operacyjną Poseidony miały uzyskać w 2019 roku, a w 2022 roku pełną gotowość operacyjną. Samoloty i MQ-4 będą stacjonować w RAAF Base Edinburgh w Adelaidzie. Najnowsze plany mówią o pozyskaniu kolejnych siedmiu samolotów typu P-8 do końca kolejnej dekady, co w sumie zwiększy australijską flotę Posejdonów do piętnastu sztuk. 20 marca 2018 roku, po przekazaniu sześciu Poseidonów, samoloty osiągnęły wstępną gotowość operacyjną (Initial Operating Capability – IOC), pięć miesięcy przed przewidywanym i już zmodyfikowanym terminem jej uzyskania. Ostatni z zamówionego wstępnie tuzina, dostarczono 12 grudnia 2019 roku.
W 2018 roku, australijski Poseidon z No. 11 Squadron wziął udział w odbywających się od końca czerwca do początków sierpnia ćwiczeniach RIMPAC (Rim of the Pacific Exercise), w trakcie których 12 lipca pierwszy raz z pokładu australijskiego P-8 wystrzelono rakietę ATM-84J Harpoon, o czym 22 lipca poinformowało australijskie Ministerstwo Obrony. Wystrzelona rakieta uderzyła w znajdujący się na poligonie Pacific Missile Range Facility cel, jakim był wycofany z eksploatacji okręt desantowy typu Newport USS „Racine” (LST-1191). Z jednej strony zademonstrowano tym samym zdolność do rażenia celów nawodnych przy użyciu przenoszonego uzbrojenia, a z drugiej był to element przygotowań samolotu do uzyskania pełnej zdolności operacyjnej.
17 sierpnia 2018 roku, w bazie RAAF Base Edinburgh uroczyście otwarto nowe centrum treningowe dla załóg australijskich Poseidonów. Uroczystości przewodniczyli Marise Payne, minister obrony Australii, oraz Christopher Pyne, minister przemysłu obronnego Australii. W centrum szkolące się załogi mają do dyspozycji między innymi pełnoskalową makietę kadłuba samolotu wraz z wyposażeniem oraz wewnętrznymi częściami skrzydeł wraz z silnikami, dwa symulatory lotu oraz dwa symulatory misji.
W 2022 roku australijskie maszyny uzyskały pełną gotowość operacyjną (Full Operational Capability – FOC). 30 grudnia 2020 roku, rząd zatwierdził zakup kolejnych dwóch samolotów z opcją na trzecią maszynę. 31 marca 2021 roku podpisano umowe ich zakupu. We wrześniu 2023 roku poinformowano o zamiarze przeprowadzenia modernizacji posiadanej floty Poseidonów i dwóch dodatkowo zakupionych, zwiększających zdolności samolotu do walki z okrętami podwodnymi i nawodnymi oraz realizacji zadań rozpoznawczych i zwiadowczych.

### Indie

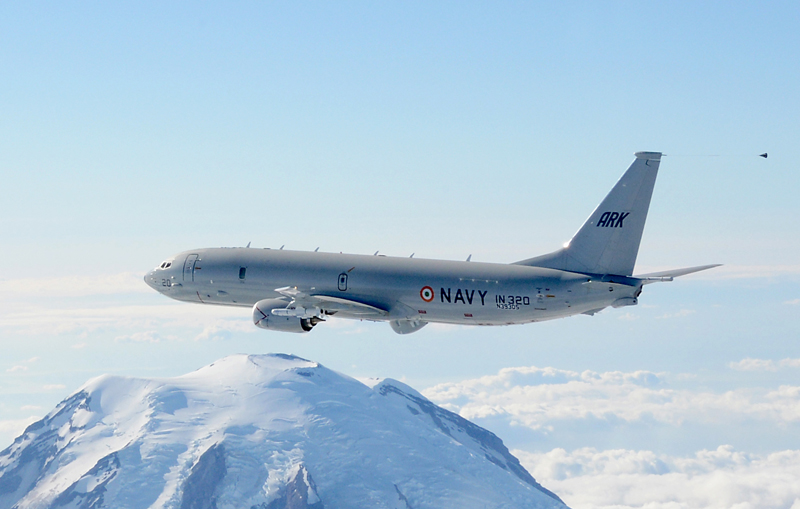
Indyjski Boeing P-8 Poseidon

P-8 został również zamówiony przez Indyjską Marynarkę Wojenną (12 sztuk) jako samolot mający wstępnie zastąpić Ił-38 oraz Tu-142 (maszyny przeznaczone dla Indii otrzymały oznaczenie P-8I). Wstępna umowa na zakup pierwszych pięciu egzemplarzy P-8 została podpisana 1 stycznia 2009 roku. 3 lutego 2011 roku Dowództwo Sił Morskich Indii podało, że zainteresowane jest kolejnymi czterema egzemplarzami samolotu. 28 września 2011 roku dokonano oblotu pierwszej maszyny przeznaczonej dla Indii. Podczas trwającego 2,5 godziny lotu dokonano przeglądu funkcjonowania instalacji pokładowych i jednostek napędowych. 12 lipca 2012 roku do swojego dziewiczego lotu wzbił się drugi egzemplarz P-8I. 
Dzięki porozumieniu z Boeingiem, hinduskie przedsiębiorstwa biorą udział w procesie wyposażania indyjskich maszyn. Na ich pokładzie zamontowane zostały między innymi rodzime systemy łączności, łącza danych i system IFF (Identification Friend or Foe – identyfikacja swój czy wróg) oraz MAD, detektor anomalii magnetycznych, standardowo niebędący na wyposażeniu P-8. 20 grudnia 2012 roku podczas uroczystości w Seattle, Indie przejęły pierwszego z zamówionych P-8I. Pomimo oficjalnego przejęcia, maszyna do maja 2013 roku pozostała na terenie Stanów Zjednoczonych, gdzie szkolony był personel pokładowy indyjskich samolotów. 15 listopada 2013 roku producent dostarczył indyjskiej marynarce drugi egzemplarz samolotu. W tym dniu maszyna wylądowała w bazie lotnictwa morskiego Indian Naval Air Station Rajali położonej niedaleko Arakkonam w stanie Tamilnadu. Do końca 2014 roku dostarczono łącznie sześć sztuk P-8I, a do końca 2015 roku pozostałe dwa samoloty realizując tym samym całość zamówienia. Pomimo wejścia w posiadanie maszyn P-8, Indie nie zrezygnowały jednak z użytkowania samolotów Ił-38, które w Rosji są modernizowane do standardu Ił-38SD. 
Pozwoliło to jednak na rezygnację z użytkowania Tu-142M, które zostały oficjalnie wycofane z linii 29 marca 2017 roku. W marcu 2016 roku indyjskie Neptuny rozpoczęły loty patrolowe wykorzystując jako miejsce lądowego bazowania lotnisko na wyspie Assumption na Seszelach. W 2019 roku indyjskie Ministerstwo Obrony ogłosiło plan pozyskania kolejnych dziesięciu samolotów. Maszyny mają zostać zakupione w ramach amerykańskiego programu Foreign Military Sales. Podpisanie odpowiedniej umowy oczekiwane jest w 2020 roku. Pierwszy egzemplarz z nowego zamówienia, mógłby trafić do Indii w 2023 roku.

### Norwegia
Norweskie morskie siły patrolowe opierały się na maszynach P-3 Orion. Pomiędzy 1969 rokiem a 1979 Norwegia zakupiła siedem samolotów w wersji P-3B. Kolejne cztery w wersji P-3C zostały pozyskane w 1989 roku. W latach 1997–2000 posiadane Oriony P-3C przeszły proces modernizacji do standardu P-3C UIP (Upgrade Improvement Program). Z kolei pięć P-3B zostało sprzedanych do Hiszpanii a pozostałe dwa zmodernizowane do wersji P-3N. W 2010 roku pojawiły się pierwsze doniesienia ministerstwa obrony, iż bez pozyskania następców P-3, utrzymanie potencjału morskich samolotów patrolowych stanie pod znakiem zapytania. Było to o tyle istotne, iż Federacja Rosyjska zwiększała aktywność swojej floty podwodnej na północnym Atlantyku. Dysponując ograniczonym budżetem, rozważano pozyskanie używanych samolotów, leasing maszyn należących do sojuszników lub w ostateczności całkowita rezygnacja z tego typu konstrukcji. Intensyfikacja działań rosyjskich okrętów podwodnych, zmusiła norweski rząd do radykalnego zwiększenia budżetu obronnego kraju począwszy od 2016 roku. Jego część została przeznaczona na kupno następców eksploatowanych Orionów. Wśród rozważanych ofert znalazł się amerykański P-8, szwedzki system Saab Swordfish przenoszony przez samoloty Bombardier Q400 lub Bombardier Global 6000, Airbus C295 MPA Persuader oraz Sea Hercules, morski wariant transportowego C-130J.
25 listopada 2016 roku norweski rząd oficjalnie potwierdził plan zakupu pięciu samolotów P-8 Poseidon. Maszyny Boeinga zastąpią używane sześć Lockheedów P-3C/N oraz dwa Dessault Falcon 20ECM. Poseidony mają zostać dostarczone w latach 2021–2022. Zakup P-8 ma zwiększyć możliwości kontroli akwenów morskich Norwegii w okresie zwiększającej się aktywności Marynarki Wojennej Federacji Rosyjskiej, jak również, dzięki unifikacji sprzętu, ułatwić w tym zakresie współpracę z Wielką Brytanią, która również podjęła decyzję o zakupie P-8 Poseidon. 21 grudnia 2016 roku amerykański Departament Stanu wydał zgodę na sprzedaż samolotów do Norwegii. Obok samych maszyn, zakup ma dotyczyć również części zamiennych, silników, 2000 boi akustycznych AN/SSQ-125 MAC oraz wsparcie producenta w szkoleniu i posprzedażowej obsłudze samolotów. Rozważana jest opcja, w której norweskie maszyny zyskają zdolność przenoszenia pocisków Joint Strike Missile (JSM), będących owocem współpracy norweskiego producenta uzbrojenia Kongsberg Defence & Aerospace i amerykańskiego Lockheed Martin. 
29 marca 2017 roku Norwegia podpisała z Boeingiem umowę na zakup pięciu samolotów, co oficjalnie ujawnił norweski minister obrony narodowej. W celu wsparcia i realizacji procesu szkolenia norweskiego personelu, zawarto dodatkowe porozumienia z US Navy oraz RAF. Norweskie Poseidony mają wejść na stan 333 skvadron (eskadry), będącej częścią 133 Luftving (133. Skrzydło Lotnicze) stacjonującej na co dzień w Andøya flystasjon (Stacji Lotniczej Andøya) na wyspie Andøya. Eskadra używa samolotów typu P-3C/N, po przezbrojeniu w P-8, baza w Andøya zostanie zamknięta, a jednostka przeniesiona do bazy Evenes flystasjon. 9 lipca 2021 roku uroczyście wytoczono z hali montażowej pierwszego Poseidona dla Norwegii (roll out), a miesiąc później, 9 sierpnia 2021 roku, samolot został oblatany. Maszyna o nazwie własnej Vingtor i rejestracji N682DS do swojego dziewiczego lotu wzbiła się z lotniska Renton Municipal Airport w Renton i po locie trwającym 2 godziny i 24 minuty, bezpiecznie wylądowała na lotnisku Boeing Field w Seattle. 18 listopada 2021 roku samolot został przekazany norweskiej agencji uzbrojenia NDMA (Norwegian Defence Materiel Agency).
24 lutego 2022 roku, do norweskiej bazy Evenes flystasjon dotarł pierwszy z zamówionych Boeingów. Samolot o nazwie własnej Viking i numerze burtowym 9583 jest drugim z wybudowanych dla Norwegii samolotów, ale pierwszym, który dotarł do kraju przeznaczenia. Maszyna dołączyła do 333 skvadron.
30 czerwca 2023 roku w bazie lotniczej Andøy odbyło się uroczyste i formalne pożegnanie samolotów P-3C/N Orion i przekazanie ich obowiązków nowo nabytym Poseidonom.

### Wielka Brytania

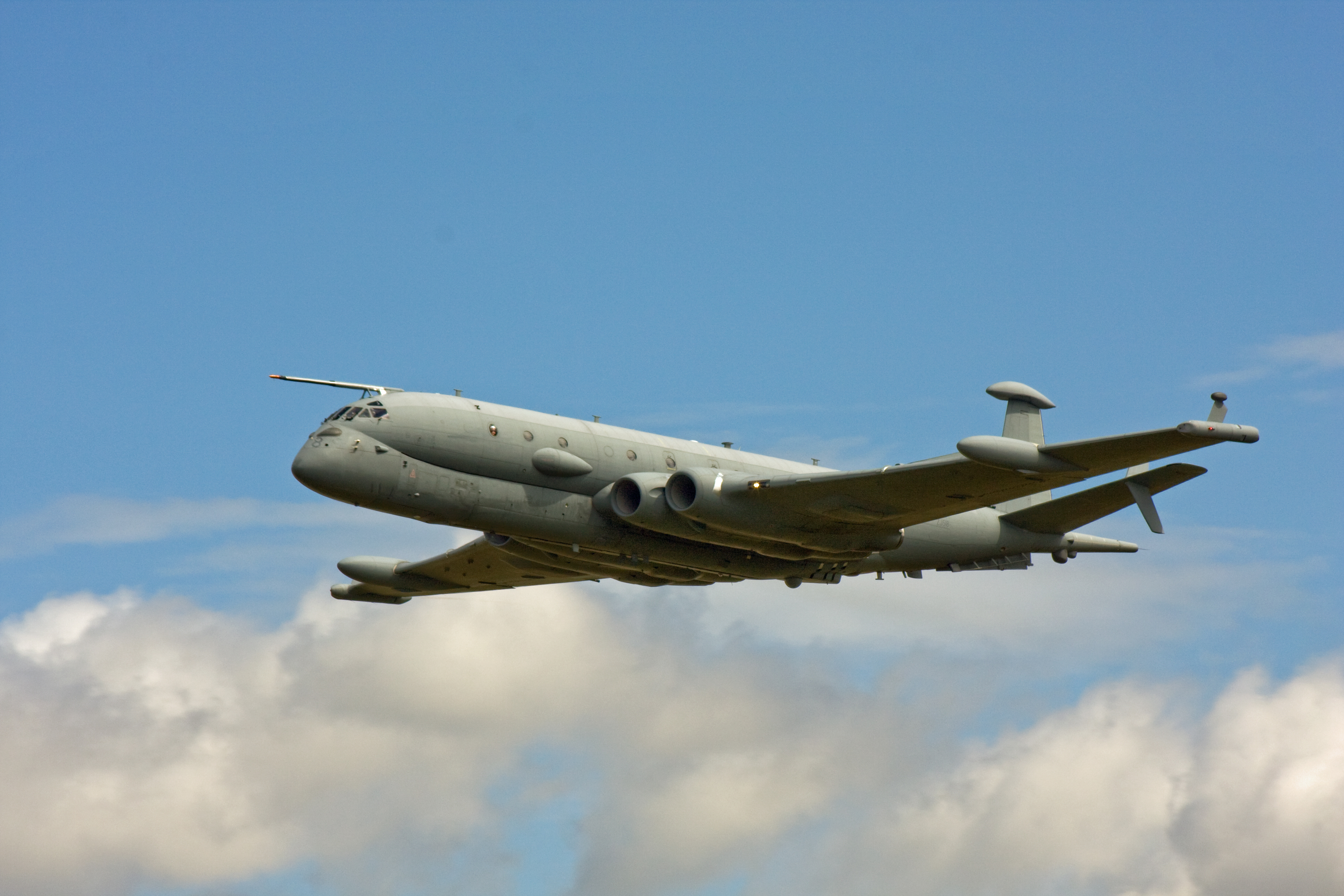
Nimrod MRA4 w trakcie lotu testowego. Samoloty miały zastąpić wcześniejsze wersje MR.1, MR.2 i stać się podstawą brytyjskich sił zwalczania okrętów podwodnych na kolejne lata

W 1969 roku do uzbrojenia Royal Air Force wszedł samolot patrolowo-uderzeniowy Hawker Siddeley Nimrod będący daleko posuniętą modyfikacją pasażerskiego De Havilland Comet. Nimrod stał się podstawą lotniczych sił zwalczania okrętów podwodnych RAF na kilka dekad. W linii pełniły swoją służbę kolejne wersję MR.1 i MR.2 aż do planowanego wprowadzenia na początku XXI wieku do służby najnowszej wersji MRA4. Niestety proces rozwoju nowego wariantu borykał się z opóźnieniami oraz rosnącymi kosztami modernizacji. We wrześniu 2006 roku, jeden z Nimrodów uległ katastrofie pod Kandaharem w południowym Afganistanie, grzebiąc w swoich szczątkach całą załogę. Przeprowadzone śledztwo ujawniło szereg istniejących wad konstrukcyjnych oraz luk w dokumentacji technicznej reszty pozostających w służbie Nimrodów, stawiając pod znakiem zapytania dalszą, bezpieczną eksploatacje samolotów. Analiza kosztów wymaganych napraw, usunięcia wad, dodatkowych nakładów związanych z prowadzonym już programem modernizacji samolotów do wersji MRA4 oraz pogłębiające się opóźnienia całego projektu, doprowadziły do jednoznacznej decyzji. 11 marca 2010 roku, udało się jeszcze przekazać RAF pojedynczy egzemplarz MRA 4, który miał posłużyć do szkolenia załóg reszty samolotów tego typu, ale jeszcze w tym samym roku, anulowano program modernizacji maszyn Nimrod MRA 4. Strategiczne położenie wysp brytyjskich, rola Royal Navy w ochronie atlantyckich szlaków komunikacyjnych, postawiły Wielką Brytanię przed koniecznością znalezienia zastępstwa dla wycofanych maszyn. Było to o tyle trudne, iż wraz z wycofaniem ze służby ostatnich Nimrodów w 2011 roku, brytyjskie Ministerstwo Obrony nie dysponowało środkami do natychmiastowego znalezienia następców. Nie mając innego wyjścia, Wielka Brytania korzystała z pomocy samolotów sojuszników, zabezpieczając między innymi operacje wyjścia w morze rodzimych okrętów podwodnych z międzykontynentalnymi pociskami balistycznymi na pokładzie. Będąc świadomym konieczności pozyskania nowych samolotów dla własnych sił powietrznych, Wielka Brytania w ramach porozumienia ze Stanami Zjednoczonymi, Kanadą, Australią i Nową Zelandią, wysyłała swoje załogi do tych krajów. Mogły tam podtrzymywać swoje umiejętności odbywając służbę na pokładach morskich samolotów patrolowych będących w posiadaniu wymienionych krajów. Cała operacja odbywała się w ramach projektu o kryptonimie Seedcorn. Kraj zdeterminowany był do odbudowania swojego potencjału morskiego lotnictwa patrolowego i zwalczania okrętów podwodnych. Wyrazem determinacji był opublikowany w 2015 roku strategiczny przegląd obronny (National Security Strategy and Strategic Defence and Security Review 2015). Podkreślono w nim konieczność pozyskania morskich samolotów patrolowych.

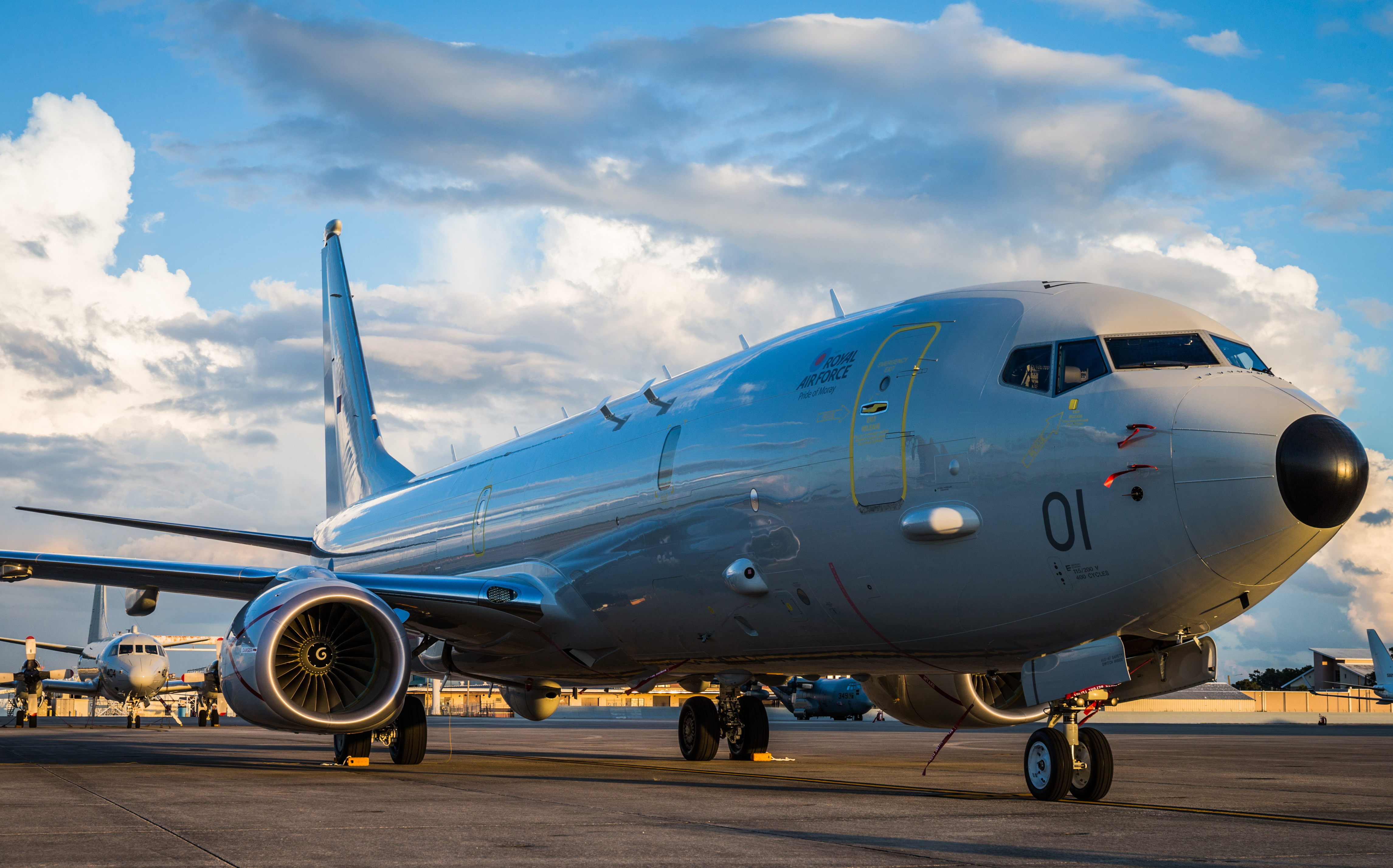
Pierwszy Poseidon należący do RAF

Potencjalne przystosowanie do pełnienia zadań morskich samolotów rozpoznawczych maszyn Sentinel R.1 okazało się, jak poinformował producent, firma Raytheon, niemożliwe. Wstępne rozmowy na temat pozyskania Poseidonów przez Wielką Brytanię prowadzono już w 2012 roku. Wcześniej, bo już w latach 90. XX w., zdając sobie sprawę z szybkiego starzenia się Nimrodów, rozważana była opcja zakupu trzydziestu amerykańskich P-3A/B pochodzących z nadwyżek US Navy. Do pozyskania Orionów nie doszło. 20 listopada 2015 roku, brytyjski premier David Cameron ogłosił plan zakupu bez przetargu 9 samolotów P-8 (lub 23 listopada według innych źródeł). Było to o tyle uzasadnione, iż do dyspozycji jest już 20 wyszkolonych w eksploatacji Poseidonów załóg, które uczestniczyły w lotach samolotów wraz ze swoimi amerykańskimi kolegami. Brytyjskie Poseidony mają stacjonować w Royal Air Force Lossiemouth, bazie położonej w Lossiemouth na szkockim wybrzeżu. Dostarczenie pierwszej z maszyn planowane było początkowo w kwietniu 2019 roku. 
Formalne ogłoszenia podpisania wartego 3,87 mld USD kontraktu ogłoszono 11 lipca 2016 roku. 13 lipca 2017 roku, podczas odbywającej się w Londynie konferencji „Air Power”, Minister Obrony Wielkiej Brytanii Michael Fallon ujawnił, że samoloty trafią do dywizjonów No. 120 Squadron RAF oraz No. 201 Squadron RAF. W sierpniu 2018 roku, RAF ogłosił, iż nowa maszyna otrzymała oznaczenie Poseidon MRA Mk 1. Pierwszy z przeznaczonych dla Wielkiej Brytanii samolotów, został oblatany 12 lipca 2019 roku. Maszyna o rejestracji ZP801 i nazwie własnej Pride of Moray, wykonała 90 minutowy lot, prowadzona przez pilotów testowych Boeinga. Lot samolotu obserwowany była przez obecnego na ziemi Ministra Obrony Wielkiej Brytanii, przedstawicieli Boeinga oraz Royal Air Force. Drugi z zamówionych P-8, o nazwie własnej City of Elgin i znakach ZP802 (i znakach tymczasowych N469DS), numerze seryjnym c/n 64176, został oblatany 15 września 2019 roku. 
30 października 2019 roku w zakładach Boeinga w Seattle odbyło się uroczyste przekazanie pierwszego Poseidona MRA1 Królewskim Siłą Powietrznym. Był nim pierwszy z oblatanych Boeingów „Pride of Moray”. Dzień po uroczystości, 31 października samolot poleciał do Naval Air Station Jacksonville na Florydzie, gdzie samolot wraz z obsługującym go brytyjskim personelem przeszedł dodatkowe testy i przygotowania przed odlotem do swojego docelowego miejsca stacjonowania, bazy RAF Lossiemouth. Do kraju przeznaczenia maszyna dotarła 4 lutego 2020 roku. O 13:30 lokalnego czasu samolot wylądował w bazie RAF Kinloss Barracks położonej nad zatoką Moray Firth w Szkocji. Kinloss Barracks jest jego tymczasowym miejscem stacjonowania do czasu ukończenia remontu pasa startowego i dróg kołowania w docelowej bazie brytyjskich Poseidonów Royal Air Force Lossiemouth. 13 marca tego samego roku do Szkocji przyleciał drugi z zamówionych samolotów, City of Elgin, który od 5 lutego 2020 roku przechodził w Naval Air Station Jacksonville dodatkowe testy w locie. 
Wszystkie zakupione samoloty miały według wstępnych planów trafić do Wielkiej Brytanii do końca 2021 roku. Uzyskanie pełnej gotowości operacyjnej planowane jest do końca 2024 roku. 1 kwietnia 2020 roku ogłoszono uzyskanie przez brytyjskie Poseidony wstępnej gotowości operacyjnej (ang. Initial Operating Capability – IOC). 29 maja 2020 roku ukończono malowanie trzej maszyny przeznaczonej dla Wielkiej Brytanii. Samolot o znakach ZP803 i numerze seryjnym 8065 (tymczasowej amerykańskiej rejestracji N481DS) otrzymał nazwę własną „Terence Bulloch DSO*DFC*”. Bulloch był pilotem RAF Coastal Command w czasie II wojny światowej. W trakcie bitwy o Atlantyk dowodzone przez niego samoloty zatopiły trzy hitlerowskie okręty podwodne. 
14 października 2020 roku P-8 „Terence Bulloch DSO DFC” przyleciał do bazy RAF Lossiemouth. 3 listopada tego samego roku, do RAF Lossiemouth przybył czwarty z zamówionych przez Wielką Brytanię Poseidonów, samolot o nazwie własnej „Spirit of Reykjavik”, znakach ZP804 (numerze seryjnym c/n 65753/8103 i tymczasowej amerykańskiej rejestracji N482DS). Nazwa ma upamiętniać stolicę Islandii, na terenie której podczas II wojny światowej stacjonował No. 120 Squadron RAF. 19 września 2020 roku w powietrze po raz pierwszy wzbił się kolejny brytyjski P-8 o znakach ZP805, który otrzymał nazwę własną „Fulmar”. Nazwa upamiętnia wcześniejszą nazwę bazy RAF Lossiemouth, gdy należała ona do Fleet Air Arm, brzmiała ona właście HMS Fulmar. 
Kolejne Poseidony oblatano odpowiednio 7 czerwca 2021 roku maszynę o znakach ZP806 (i tymczasowej amerykańskiej rejestracji N634DS). 24 czerwca 2021 roku P-8 o znakach ZP807 (amerykańskiej rejestracji N665DS). 22 lipca 2021 roku po raz pierwszy w powietrze wzbił się ZP808 (i amerykańskiej rejestracji N667DS). Ostatni dziewiąty, z zamówionych przez Wielką Brytanię Boeingów, maszyna o znakach ZP809 i tymczasowej rejestracji N673DS, został oblatany 21 sierpnia 2021 roku. 22 lipca 2021 roku, z brytyjskiego Poseidona, po raz pierwszy dokonano zrzutu ćwiczebnej torpedy, Mk 54. Do testu użycia uzbrojenia posłużył egzemplarz ZP805 „Fulmar”.

### Nowa Zelandia

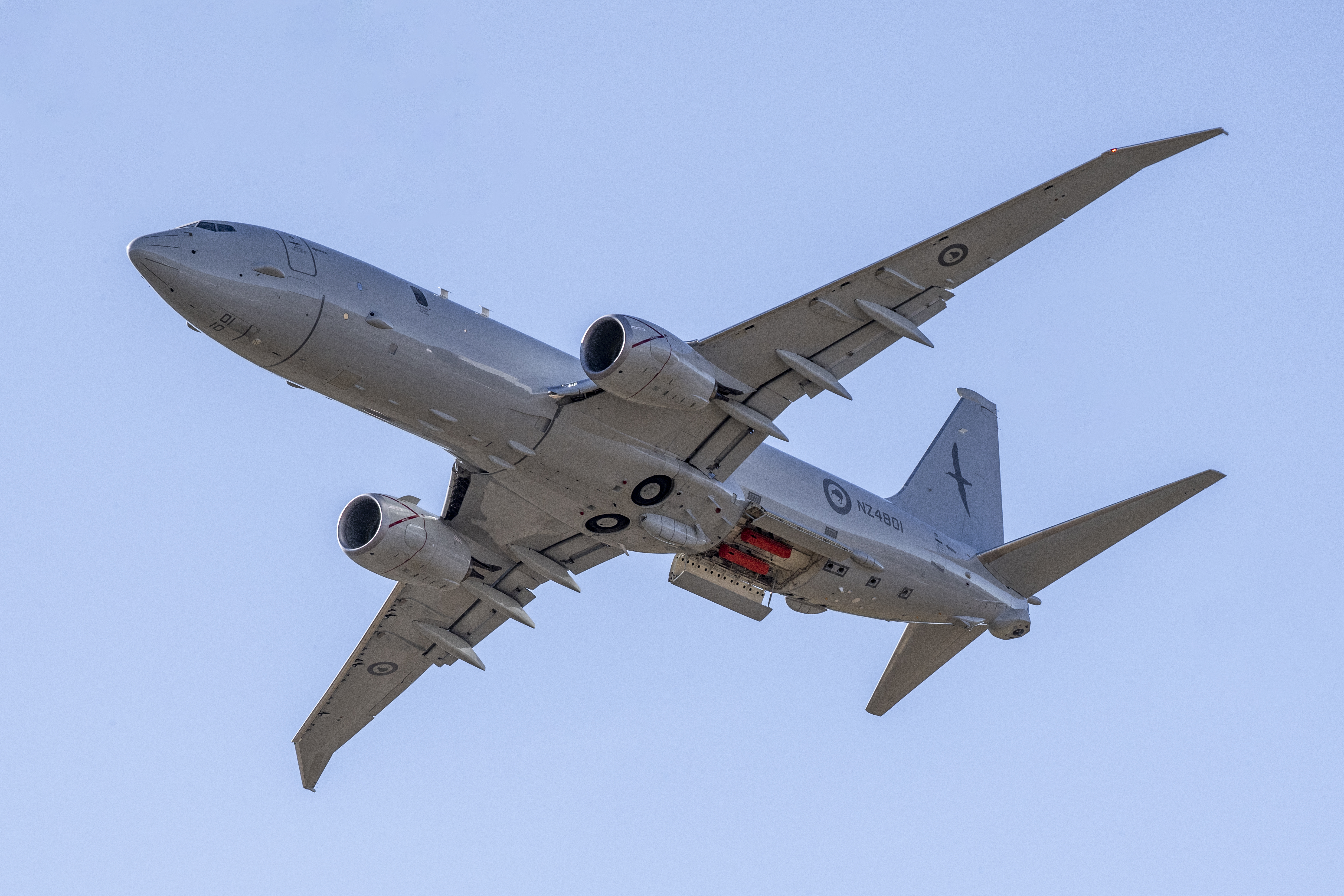
Nowozelandzki P-8

Nowa Zelandia rozważała potencjalny zakup samolotów Boeinga w celu zastąpienia sześciu maszyn P-3K2. Pod uwagę, oprócz amerykańskiej oferty brane były również szwedzki Saab Swordfish MPA, japoński Kawasaki P-1, brzylijski Embraer KC-390 (po uzupełnieniu wyposażenia w systemy zadaniowe mieszczące się na paletach montowanych na pokładzie transportowca), Leonardo ATR-72MP, Airbus C295 MPA Persuader, Embraer E190-E2. Na korzyść Poseidona przemawiał fakt zakupu tego typu maszyny przez Australię, z którą Nowa Zelandia ściśle współpracuje. Unifikacja sprzętu byłaby korzystnym dla obu krajów rozwiązaniem, zapewniającym obniżenie kosztów szkolenia i wspólnych działań. W grę wchodził zakup czterech P-8, w standardzie jaki przyjęty jest dla US Navy wraz z pakietem części zamiennych i wsparciem logistyczno-szkoleniowym. Nowo Zelandzkie samoloty mają być wyposażone w system rozpoznawczy ALQ-240, system do obserwacji w paśmie widzialnym i podczerwieni MX-20HD, system akustyczny AN/AAQ-2(V)1, system wymiany danych i łączności MIDS JTRS, system ostrzegawczy o odpalonych w kierunku samolotu pociskom rakietowym AN/AAQ-24(V)N, radar AN/APY-10 oraz system pozycjonowania samolotu LN-251. 28 kwietnia 2017 roku Departament Stanu USA poinformował o wydaniu wstępnej zgody na sprzedaż samolotów P-8 Poseidon do Nowej Zelandii. 25 czerwca 2018 roku, władzę Nowej Zelandii ogłosiły, iż tutejsze Ministerstwo Obrony podjęło decyzję o wyborze samolotów Boeinga. Wybór i w dalszej kolejności zakup czterech samolotów został autoryzowany przez rząd o czym Ministerstwo Obrony poinformowało 9 lipca 2018 roku. Poseidony mają zostać zakupione w ramach amerykańskiego programu Foreign Military Sales. Maszyn wejdą w skład 5. Dywizjonu (No. 5 Squadron RNZAF) Royal New Zealand Air Force z bazy Ohakea (RNZAF Base Ohakea). Międzyrządową umowę zakupu podpisano w marcu 2019 roku. Na jej podstawie, 30 marca 2020 roku Boeing otrzymał zamówienie z amerykańskiego Naval Air Systems Command na osiemnaście maszyn P-8, w tym czterech przeznaczonych dla Nowej Zelandii. 17 sierpnia 2022 roku Ministerstwo Obrony poinformowało o oblocie pierwszego nowozelandzkiego Posejdona. 7 grudnia tego samego roku, podczas oficjalnej uroczystości, która odbyła się na terenie Museum of Flight w Seattle, maszyna została przekazana Royal New Zealand Air Force. Pięć dni później, 12 grudnia samolot dotarł do Nowej Zelandii. 25 stycznia 2023 roku P-8 wykonał pierwszy lot startując z bazy RNZAF Base Ohakea. Drugi z zamówionych samolotów dotarł do kraju 20 marca 2023 roku, trzeci 19 maja 2023 roku a ostatni, czwarty, 17 lipca tego samego roku. 1 lipca 2023 roku siły powietrzne poinformowały o uzyskaniu przez Posejdony wstępnej gotowości operacyjnej.

### Korea Południowa
Zakupem nowej maszyny tego typu zainteresowana była Korea Południowa, posiadająca już na swoim uzbrojeniu militarną wersję Boeing 737, samolot wczesnego ostrzegania Boeing 737 AEW&C. 25 czerwca 2018 roku, władzę Republiki poinformowały o podjęciu decyzji o zakupie produktu amerykańskiego koncernu. Formalnie decyzję podjęła koreańska agencja zamówień wojskowych (Defense Acquisition Program Administration – DAPA), jej wybór został zaakceptowany przez rząd. Nowe samoloty mają zastąpić część używanych do dziś maszyn P-3 Orion. Nie podano jaka liczba P-8 może zostać zakupiona, jednak wartość umowy sugerowała od czterech do sześciu samolotów. W toku publikowania dalszych informacji, uszczegółowiono liczbę zakupionych samolotów, Korea zakupiła sześć maszyn. Poseidony mają zostać zakupione w ramach amerykańskiego programu Foreign Military Sales (FMS), wstępne plany zakładały rozpoczęcie dostaw w 2022 roku i zakończenie w 2023, jednak opóźnienie przesunęło przekazanie pierwszego z zamówionych samolotów na 2023 rok. Obok oferty Boeinga, pod uwagę brane były również samoloty C295 MPA, patrolowa wersja C-295 oferowana przez Airbus Defence and Space oraz szwedzkiego Saab Group, Swordfish, oparty na płatowcu Bombardier Global 6000. 13 września 2018 roku, Amerykańska Agencja Współpracy w Dziedzinie Bezpieczeństwa Departamentu Obrony (Defense Security Cooperation Agency) poinformowała amerykański Kongres, iż Departament Stanu wyraził zgodę na sprzedaż Korei w ramach programu FMS sześciu P-8 wraz z wyposażeniem, częściami zamiennymi, wyszkoleniem koreańskiego personelu i wsparciem logistycznym. 28 listopada 2018 roku podpisano międzyrządową umowę zakupu samolotów. Pierwszy z zamówionych Poseidonów został przekazany w listopadzie 2022 roku a drugi w marcu 2023 roku. Obie maszyny jednak pozostały na terenie Stanów, gdzie posłużyły najprawdopodobniej do szkolenia koreańskiego personelu.

### Kanada
W lutym 2022 roku Kanada opublikowała prośbę o informację (Request for Information), której celem było uzyskanie danych na temat parametrów technicznych i dostępności oferowanych na rynku morskich samolotów patrolowych. Na początku czerwca 2022 roku, Boeing poinformował o rozpoczęciu współpracy z kanadyjskimi podmiotami gospodarczymi. Celem było nawiązanie kontaktów gospodarczych, które umożliwią zaangażowanie kanadyjskiego przemysłu w budowę i rozwój Boeinga P-8. Zdaniem Boeinga, da to mu uprzywilejowaną pozycję w staraniach o otrzymanie kanadyjskiego kontraktu w ramach programu Canadian Multi-Mission Aircraft (CMMA). W skład Team Poseidon, bo taką nazwę otrzymała grupa, wchodzi między innymi CAE, GE Aviation Canada, IMP Aerospace & Defence, KF Aerospace, Honeywell Aerospace Canada oraz Raytheon Canada. 27 marca 2023 roku, kanadyjski rząd ogłosił chęć pozyskania 16 samolotów P-8 w ramach projektu CMMA. Maszyny mają być potencjalnie zakupione w ramach programu Foreign Military Sales (FMS). Mają one zastąpić używane przez ten kraj samoloty Lockheed CP-140 Aurora, zmodyfikowaną wersją maszyn Lockheed P-3 Orion. CP-140 pozostaną w służbie do 2030 roku.

### Niemcy

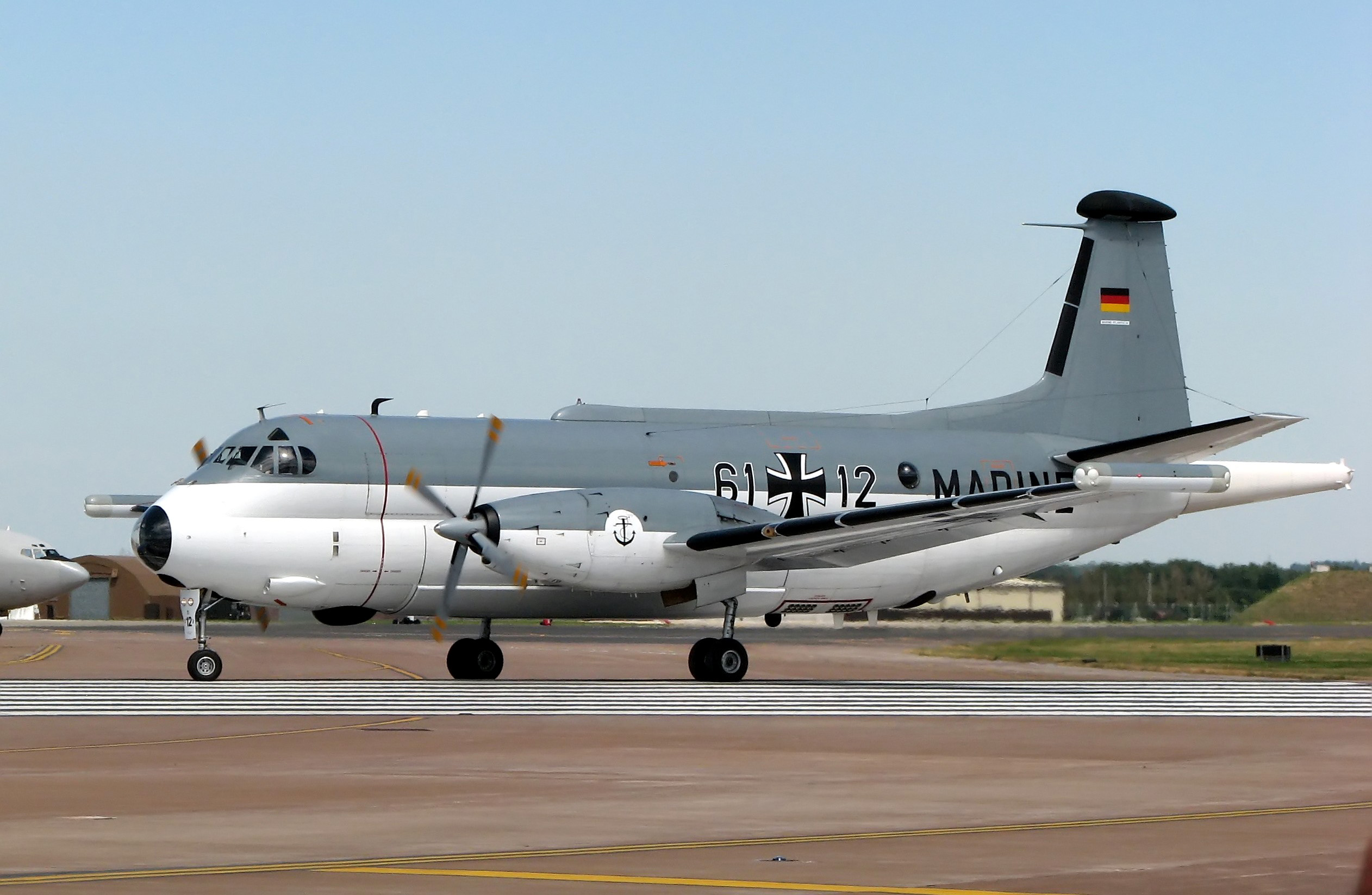
Breguet Atlantic BR1150 w barwach niemieckiego lotnictwa morskiego

W 1963 roku ówczesne Niemcy Zachodnie weszły w posiadanie francuskich morskich samolotów patrolowych i zwalczania okrętów podwodnych Breguet Atlantic. Docelowo w skład niemieckiego lotnictwa morskiego weszło dwadzieścia samolotów, w tym pięć w wersji rozpoznania radioelektronicznego. Maszyny eksploatowano do 2005 roku. W 1992 roku podjęto próbę modernizacji floty samolotów, poprzez zakup nowych maszyn jednak po czterech latach prowadzonych prac przygotowawczych, cały program został anulowany. W 2005 roku podjęto decyzję o ostatecznym wycofaniu ze służby Atlanticów i zastąpieniu ich zakupionymi w Holandii używanymi P-3C CUP (Capability Upkeep Program). Z kolei zadania rozpoznania radioelektronicznego miały pełnić zeuropeizowane, bezzałogowe samoloty Eurohawk, będącymi zmodernizowanym wersjami amerykańskich RQ-4 Global Hawk. Holenderskie Oriony trafiły do Niemiec rok później, ale program Eurohawk został anulowany. Wstępne plany zakładały podjęcie szeregu prac modernizacyjnych Orionów, które umożliwiłyby ich efektywną eksploatację aż do 2035 roku. W tym okresie Niemcy miały by otrzymać pierwsze egzemplarze nowego morskiego samolotu patrolowego bazowania lądowego, powstałego w ramach programu Maritime Airborne Warfare System (MAWS). MAWS był wspólnym europejskim projektem Francji i Niemiec, który wystartował w 2018 roku. Przewidywał budowę nowej maszyny mającej zastąpić eksploatowane francuskie Breguet Atlantic i niemieckie P-3C CUP. Wiodącą rolę w projekcie miał odgrywać Airbus. Platformą dla nowej wersji europejskiego samolotu patrolowego miał zostać Airbus A320neo. Pod uwagę brane były również konstrukcje Dassault Falcon lub Airbus A220. W 2016 roku Niemcy podpisały z amerykańskim Lockheed Martin kontrakt, w ramach którego koncern miał opracować wstępny projekt wymaganych modernizacji jakie musiano wprowadzić. W listopadzie 2017 roku podpisano kolejny kontrakt z amerykańskim koncernem, w ramach którego Oriony miały otrzymać nowy system walki ATMS (Airborne Tactical Mission System). Nowy system obróbki sygnałów akustycznych AR-C2P (Airborne Rack-Mounted Commercial Portable Processor). Cyfrowy kokpit załogi samolotu, remont struktury płatowca, pozwalający na nieprzerwaną służbę do 2035 roku. Jednakże już po podpisaniu kontraktu, Niemcy ponownie przeanalizowały koszty modernizacji. Rezultatem była rezygnacja z programu modernizacji posiadanych Orionów. Tym samym, czas eksploatacji P-3C, pozbawionych wymaganych prac modernizacyjnych, skrócono do 2025 roku. To, według przyjętego wstępnie harmonogramu prac nad projektem MAWS, oznaczało siedmioletnią przerwę, pomiędzy wycofaniem ostatnich Orionów, a otrzymaniem pierwszych samolotów powstałych w ramach programu MAWS. Dla Niemców okazało się być to nie do zaakceptowania. Aby uniknąć luki sprzętowej, rozważano realizację kilku rozwiązań. Pierwszym z nich, promowanym przez Francę, było pozyskanie „pomostowych” maszyn, mogących wypełnić przerwę pomiędzy wycofaniem z eksploatacji Orionów a pozyskaniem pierwszych samolotów projektu MAWS. Francja była skłonna wypożyczyć Niemcom cztery własne Breguet Atlantic 2. Kolejnym było przyznanie Niemcom pierwszeństwa w dostawach samolotów MAWS. Analizowano również oferty kupna nowych samolotów. Wśród nich znalazły się Airbus C295 MPA Persuader, pakistański RAS-72 Sea Eagle będący zmilitaryzowaną wersją ATR 72 i amerykański P-8. Ostatecznie Niemcy wybrały opcję zakupu Poseidonów.

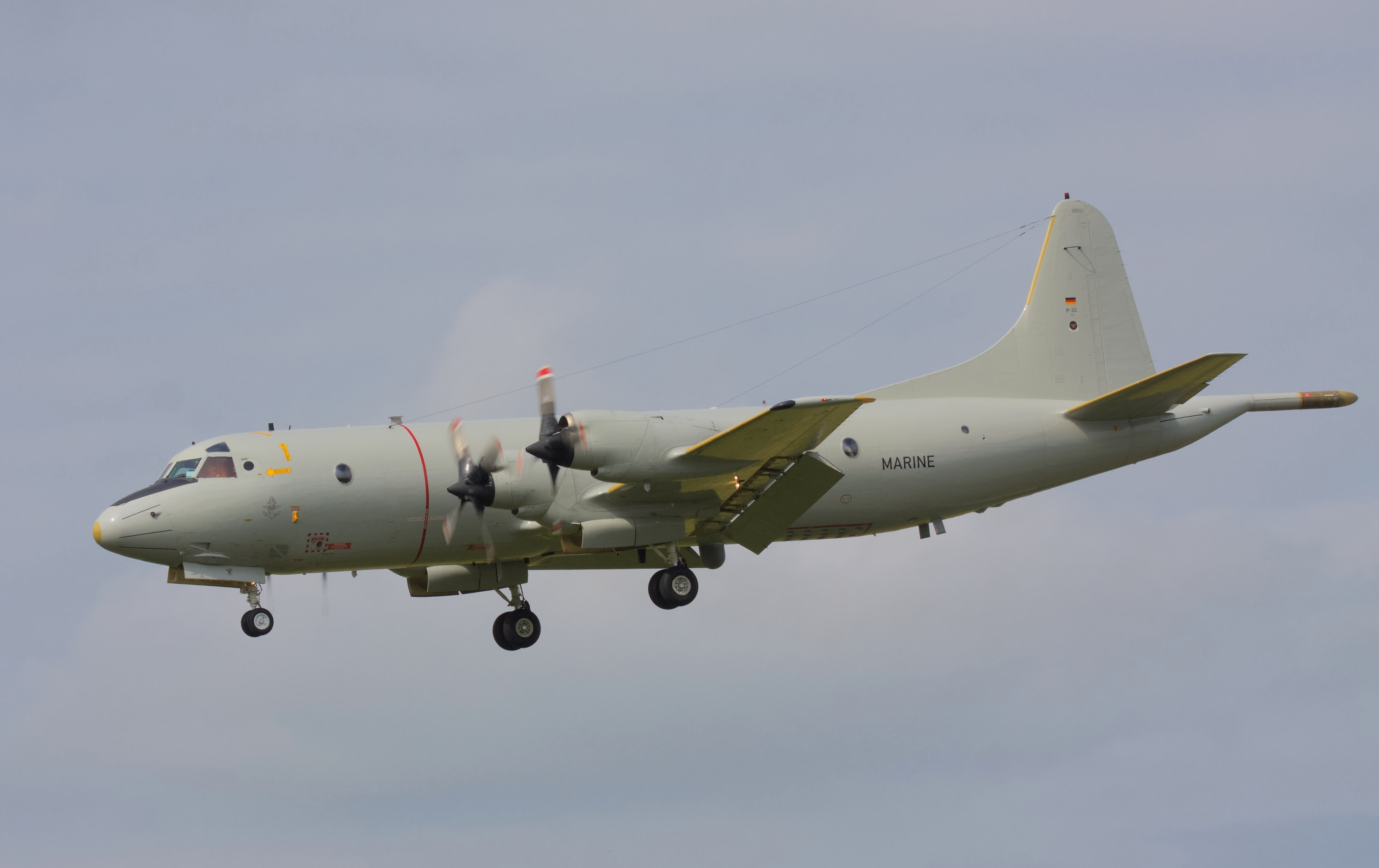
P-3C w barwach niemieckiego lotnictwa morskiego

16 czerwca 2021 roku Niemcy uruchomiły procedurę zakupu Boeingów P-8, którą sfinalizowano 30 czerwca tego samego roku, podpisując umowę na zakup pięciu fabrycznie nowych maszyn. Poseidony zostały zakupione w ramach procedury Foreign Military Sales (FMS). Niemcy stanęły przed pilną potrzebą odnowienia swojej floty morskich samolotów patrolowych, gdy okazało się, iż cztery z ich ośmiu używanych samolotów P-3C Orion ma uszkodzenia strukturalne, wykluczające je z dalszej eksploatacji. Przed podpisaniem umowy zakupu, Boeing porozumiał się z niemieckimi firmami ESG Elektroniksystem- und Logistik-GmbH i Lufthansa Technik, które wezmą na swoje barki integracje systemów samolotu, prowadzenie szkoleń, wsparcia technicznego maszyn.
Zakup maszyn Boeinga postawił pod znakiem zapytania kontynuacje programu MAWS. Koszty opracowania nowej maszyny dla jednego odbiorcy, Francji, mogą okazać się nie do udźwignięcia dla pojedynczego kraju. Z drugiej strony Niemcy zapewniają swojego francuskiego partnera o przejściowym charakterze zakupu amerykańskich Boeingów. Ich decyzja ma również o tyle potencjalnie negatywne implikacje dla projektu MAWS, iż cała branża lotnicza odczuwa negatywne skutki pandemii COVID-19. Zatem zakończenie programu może spowolnić ekonomiczną odbudowę potencjału europejskich producentów lotniczych.
22 lutego 2025 roku, pierwszy niemiecki Poseidon, samolot o znakach N878DS, został oblatany. Maszyna wykonała swój lot z fabrycznego lotniska Boeinga w Seattle.

### Pozostałe kraje
Wśród dalszych potencjalnych użytkowników wymienia się Kanadę i Włochy. Wzrost potęgi militarnej Chin w Azji, może również otworzyć przed produktem Boeinga tamtejsze rynki zbytu. Wśród dalszych, potencjalnych nabywców wymienia się Filipiny, Tajlandię oraz Wietnam, starający się o nabycie amerykańskich P-3C Orion z nadwyżek sprzętowych US Navy jednak w dalszej perspektywie, potrzebujący samolotu nowocześniejszego niż wiekowe Oriony. W tym samym kontekście wymieniany był Singapur, który, o czym 15 grudnia 2010 roku poinformował Lockheed Martin, prowadził rozmowy na temat pozyskania samolotów Orion, z amerykańskich nadwyżek sprzętowych. Zakup czterech – pięciu sztuk samolotów, pozwolił by znacząco wzmocnić możliwości morskiego lotnictwa, zwłaszcza w kontekście starzejącej się floty samolotów Fokker 50 pełniących rolę morskich maszyn patrolowych, a w przyszłości otworzyć możliwość zakupu najnowszego produktu Boeinga. W 2004 roku pojawiły się informacje o zainteresowaniu Posejdonem Japonii, realizującej własny program budowy morskiego samolotu patrolowego, którego efektem był Kawasaki P-1. Rozważano przerwanie prac nad P-1, a zaoszczędzone środki miały zostać przeznaczone na rozwój systemów antybalistycznych. W wyniku dyskusji zdecydowano się kontynuować prace nad rodzimą konstrukcją, a ówczesny pomysłodawca takiego rozwiązania, sekretarz stanu ds. obrony Shigeru Ishiba, podał się do dymisji. Boeing liczy również na zamówienia ze strony Arabii Saudyjskiej, z którą trwają negocjację w sprawie zakupu czterech egzemplarzy. Boeing promuje również swój samolot w Polsce w ramach programu „Rybitwa”, którego celem jest pozyskanie przez Polskę trzech morskich samolotów patrolowo-rozpoznawczych zdolnych również do zwalczania okrętów podwodnych i nawodnych oraz w ramach programu „Płomykówka”. Celem tego ostatniego programu jest pozyskanie trzech samolotów przeznaczonych do kompleksowego: obrazowego, elektronicznego i radiolokacyjnego rozpoznania z powietrza. Potencjalną konkurencją dla produktu amerykańskiego koncernu może być zapowiedź europejskiego Airbusa wprowadzenia na rynek zmilitaryzowanej wersji popularnego samolotu pasażerskiego Airbus A320neo. Maszyna oznaczona jako A320M3A (Modular Multi-Mission Aircraft) przeznaczona ma być do prowadzenia rozpoznania, zwiadu i obserwacji nad lądem i morzem. W przypadku operowania nad akwenami, ma posiadać zdolność do poszukiwania, wykrywania i zwalczania okrętów podwodnych. W skład wyposażenia samolotu ma wejść między innymi panoramiczny radar, głowica optoelektroniczna, detektor anomalii magnetycznych, wyrzutnie pław radiohydroakustycznych. Wśród potencjalnych wersji nowej maszyny wymieniana jest morska wersja patrolowa. Wśród pierwszych potencjalnych użytkowników samolotu europejskiego producenta wymieniane są Francja i Niemcy. W dalszej kolejności reszta krajów NATO, użytkująca starzejące się samoloty P-3 Orion. Zakup samolotu Airbusa pozwoliłby na ujednolicenie sprzętowe, a tym samym, zdaniem firmy, zwiększył zdolność współpracy na morzach okalających Europę oraz misjach ekspedycyjnych prowadzonych w innych częściach świata.
Kolejnym wyzwaniem, z jakim może zmierzyć się Boeing, jest NATO-wski program Cooperation on Multinational Maritime Multi Mission Aircraft Capabilities, do którego 15 lutego 2018 roku dołączyły Polska i Kanada. Uroczystość przyjęcia dwójki nowych członków odbyła się w Kwaterze Głównej NATO w Brukseli. Projekt ma na celu określenie wspólnych wymagań jakie musi spełniać morski samolot patrolowy, który miałby znaleźć się w przyszłości na uzbrojeniu Francji, Niemiec, Grecji, Włoch, Hiszpanii, Turcji, a od 15 lutego również Polski i Kanady.